# Tyramin
Tyramin (4-hydroxifenetylamin) är en naturligt förekommande monoaminförening och spåramin som produceras från aminosyran tyrosin. Tyramin frigör katekolaminer. Ämnet kan inte passera blod-hjärnbarriären vilket gör att det saknar psykoaktiva effekter och bara har perifera sympatomimetiska effekter. Ett farligt högt blodtryck kan uppstå om man äter tyraminrika livsmedel tillsammans med  monoaminoxidashämmare (MAO-hämmare).